# Canning Town (stanice metra v Londýně)
Canning Town je stanice metra v Londýně, otevřená 14. června 1847. Původní název zněl Barking Road. K přejmenování došlo 1. července 1873. Nachází se na lince:
- Jubilee Line - mezi stanicemi West Ham a North Greenwich
- DLR

| Rok  | Počet cestujících |
| ---- | ----------------- |
| 2011 | 8,71 mil.         |
| 2012 | 8,74 mil.         |
| 2013 | 9,78 mil.         |
| 2014 | 10,10 mil.        |